# سیارک ۹۴۲۷
سیارک ۹۴۲۷ (به انگلیسی: 9427 Righini، نامگذاری:1996CV7) نه هزار و چهارصد و بیست و هفتمین سیارک کشف شده‌است که در ۱۴ فوریه ۱۹۹۶ کشف شد.
قدر مطلق سیارک برابر ۱۳٫۲۰ است.